# 李戡 (朝鮮人)
李戡（朝鲜文：이감,?—?），又名李勘，字彦信（언신），是朝鲜王朝的文臣、詩人、外交官，出生于江原道江陵。李戡是兵马节度使李之芳的孙子，参判李光轼之子。其母为咸安李氏，是平安道观察使李世应的女儿。1543年李戡通过生员试入阁，同年在“式年文科”中及第，获得了官职。1543年李戡开始编纂《中宗實錄》，1545年李戡遭弹劾免职，但在明宗初卽位后的官复原职。后在正言、司宪府、监察等三司为官。1552年任咸镜道巡边使李浚庆的從事官、钟城府使。1558年李戡出使明朝，返回朝鲜后在庆尙道任观察使、同知中枢府事。